# میروسلاو اسلپیچکا
میروسلاو اسلپیچکا (چکی: Miroslav Slepička؛ زادهٔ ۱۰ نوامبر ۱۹۸۱) بازیکن فوتبال اهل جمهوری چک بود.
از باشگاه‌هایی که در آن بازی کرده‌است می‌توان به باشگاه فوتبال گوآ، باشگاه فوتبال دینامو زاگرب، باشگاه فوتبال گروتر فورث، باشگاه فوتبال اسپارتا پراگ، و باشگاه فوتبال اسلوان لیبرتس اشاره کرد.
وی همچنین در تیم‌های ملی فوتبال جمهوری چک بازی کرده‌است.